# فرمینیانو
فرمینیانو (به ایتالیایی: Fermignano) یک کومونه در ایتالیا است که در استان پزارو و اوربینو واقع شده‌است.

## خصوصیات
فرمینیانو ۴۳٫۳ کیلومترمربع مساحت و ۸٬۳۸۴ نفر جمعیت دارد.